# 현정은 (배우)
현정은(玄靜恩, 1988년 1월 26일 ~ )은 대한민국의 배우이다. 2003년 KBS 《성장드라마 반올림》로 데뷔하였고 2006년 드라마 《그 여자의 선택》에 출연했다. 《산 너머 남촌에는》을 끝으로 일반인 남성과 결혼하며 은퇴하였다.

## 학력
- 서울예술대학교 연기과 재학

## 드라마
- KBS 《성장드라마 반올림》 - 이윤정 역
- KBS 《그 여자의 선택》 - 정수정 역
- KBS 《심청의 귀환》 - 꽃분 역
- KBS 《산 너머 남촌에는》 - 나해영 역

## 수상 경력
- 2001년 : 제3회 SM 청소년 베스트 선발대회 외모짱